# Elleanthus porphyrocephalus
Elleanthus porphyrocephalus är en orkidéart som beskrevs av Rudolf Schlechter. Elleanthus porphyrocephalus ingår i släktet Elleanthus och familjen orkidéer.
Artens utbredningsområde är Peru. Inga underarter finns listade i Catalogue of Life.